# 寶珠潭
寶珠潭（英語：Po Chue Tam）位於香港離島區大嶼山大澳北面，因其小島形狀如一顆珍珠而得名。相傳寶珠潭位於獅山和虎山之間，兩者爭奪寶珠，為避免獅虎爭珠，影響居民，故興建建有楊侯古廟。寶珠潭旁邊有一個燒烤場，全天開放。其北部有一條行山徑，通往狗伸地觀景亭。從大澳市集沿著吉慶後街向北行即可到達寶珠潭。